# Barone di Münchhausen
Karl Friedrich Hieronymus von Münchhausen, conosciuto come il Barone di Münchhausen (Bodenwerder, 11 maggio 1720 – Bodenwerder, 22 febbraio 1797), è stato un militare tedesco.
È il personaggio a cui si ispirò Rudolf Erich Raspe per il protagonista del romanzo Le avventure del barone di Münchhausen. Il barone era infatti divenuto famoso per i suoi inverosimili racconti: tra questi, un viaggio sulla Luna, un viaggio a cavallo di una palla di cannone e il suo uscire incolume dalle sabbie mobili tirandosi fuori per i propri capelli.
Suo parente era Gerlach Adolph von Münchhausen, Primo Ministro di Brunswick-Lüneburg.

## Biografia
Nacque nella casa padronale di una tenuta a Bodenwerder, conosciuta come Schloss Münchhausen. Era uno degli otto figli del tenente di cavalleria Georg Otto von Münchhausen (1682-1724), padrone del maniero di Rinteln e Bodenwerder, che a sua volta era un pronipote del capo mercenario Hilmar von Münchhausen. Il padre morì quando Karl aveva solo quattro anni; sua madre, Sibylle Wilhelmine von Reden di Hastenbeck (1689-1741), lo allevò.
Münchhausen fu uno dei paggi di Antonio Ulrico II, duca di Brunswick-Lüneburg, e si trasferì col suo sovrano in Russia. 
Venne nominato luogotenente in seconda della cavalleria russa quando Antonio Ulrico divenne generale in comando dell'esercito russo nel 1739. Era di stanza a Riga, ma partecipò a due campagne contro l'Impero ottomano nel 1740 e nel 1741. Quando Antonio Ulrico venne imprigionato nel 1741, Münchhausen rimase in servizio nell'esercito russo. Nel 1750 venne nominato capitano di cavalleria.
Nel 1744 si era sposato con Jacobine von Dunten, vicino a Duntes Muiža, in Livonia. Dopo il pensionamento, visse con la moglie nella sua tenuta in Bodenwerder fino a che lei morì nel 1790. Qui acquistò una grande reputazione per i suoi racconti divertenti ed esagerati; allo stesso tempo divenne un rispettato uomo d'affari. 
Münchhausen si risposò nel 1794, ma il matrimonio terminò in uno scandaloso e rovinoso divorzio.

## Influenza culturale

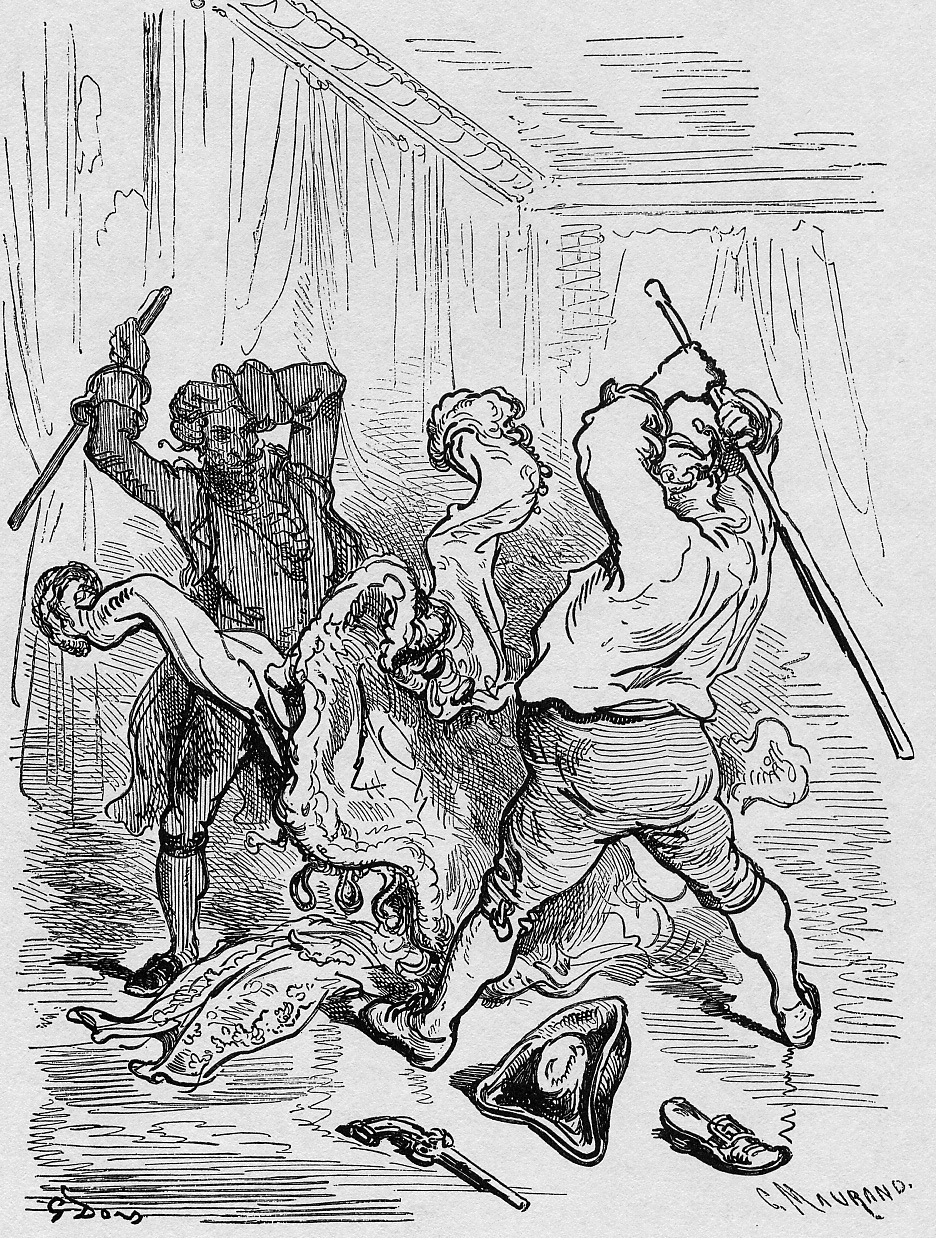
Illustrazione 9 di Gustave Doré, dove il barone e un suo servo si apprestano ad abbattere il suo mantello che ha preso la rabbia, dopo essere stato morsicato da un cane idrofobo

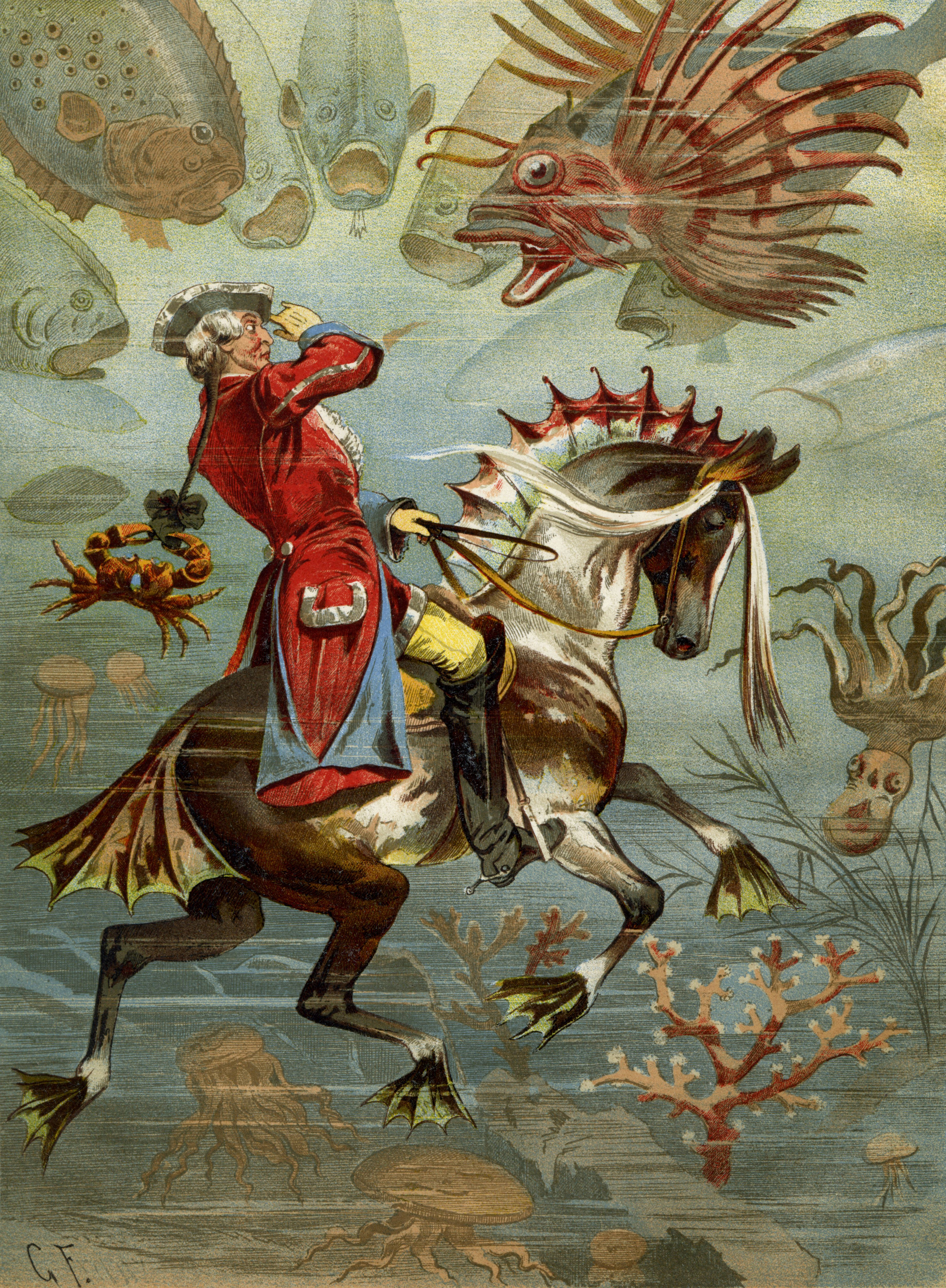
Il barone esplora i fondali marini a cavallo di un destriero marino, illustrazione di Franz Gottfried (1846-1905)

Il personaggio del barone presta il nome alla sindrome di Münchhausen, in cui il paziente si procura disturbi fittizi per ottenere la compassione e l'attenzione altrui.
Münchhausen è stato l'oggetto di molte opere d'arte. La sua immagine più famosa appartiene probabilmente a un'edizione del libro del 1862 illustrata da Gustave Doré.
Nel 2005 una statua di von Münchhausen è stata eretta nella città di Kaliningrad. 
Un'altra statua dedicata al barone si trova invece a Bratislava, raffigurato a cavallo della sua celebre palla di cannone.

### Letteratura
Il barone è stato ripreso in varie opere letterarie, alcune delle quali propongono un seguito alle sue mirabolanti avventure; tra queste, un libro del sovietico Grigori Gorin, che narra la storia del barone dopo le avventure raccontate nel primo libro e in particolare la sua lotta per dimostrarsi sano, da cui è stato tratto un film nel 1979. 
Hugo Gernsback tentò di conferire una consistenza (fanta)scientifica alle avventure del barone nei racconti della sua serie Baron Münchhausen's Scientific Adventures, pubblicati nel 1915-1916 su riviste pulp, quindi ristampati nel 1928 su Amazing Stories.
In una delle Fiabe italiane di Italo Calvino, intitolata I cinque scapestrati (Terra d'Otranto), i protagonisti sono collegati strettamente agli aiutanti del barone, grazie ai quali costui, dopo aver vinto una scommessa, porta via al Sultano tutto il tesoro: Saetta (nel libro è l'aiutante che, correndo a un'impensabile velocità, va e torna da Vienna portando un vino più buono di quello del Sultano), Cecadritto (che ha una mira infallibile), Forteschiena (l'erculeo personaggio che nel romanzo riesce a caricare sulla propria schiena tutto il tesoro del Sultano) e Soffiarello (che sbaraglia eserciti e cose soffiando). Questi sono i quattro aiutanti della fiaba, il quinto scapestrato è il protagonista della storia).

#### Le avventure del barone di Münchhausen

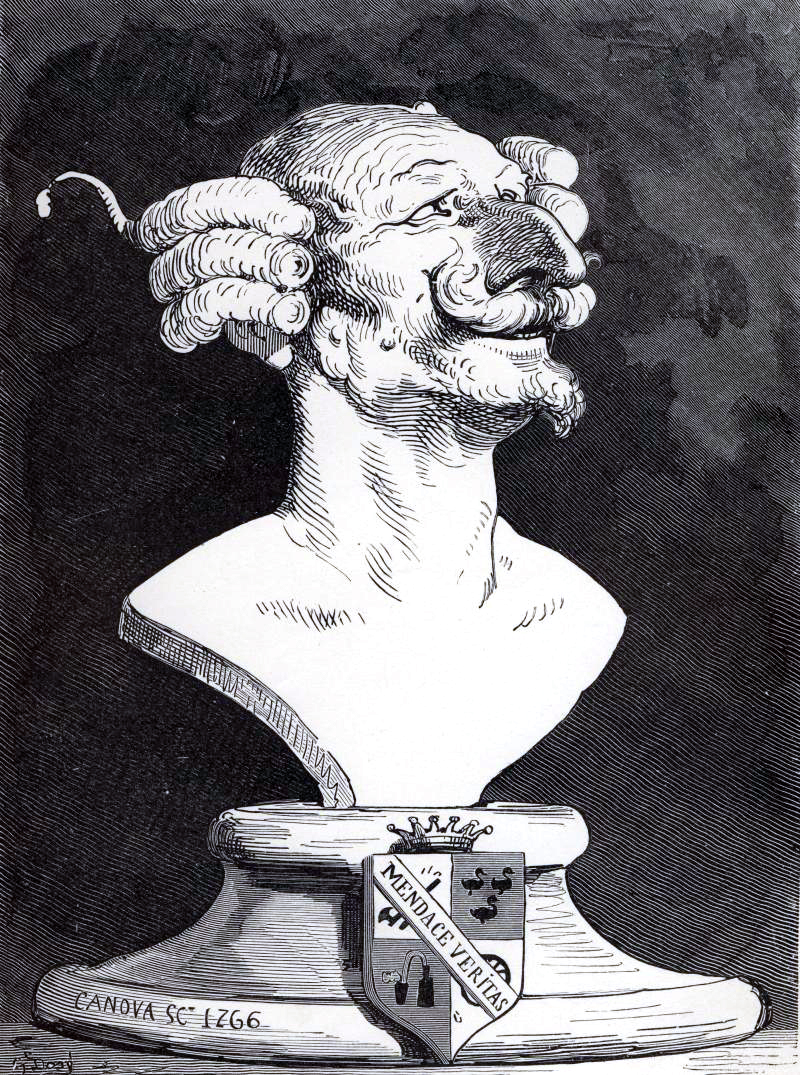
Münchhausen in una illustrazione di Gustave Doré

Le storie su Münchhausen furono collezionate e pubblicate da un autore anonimo nel 1781. Una versione in inglese venne pubblicata a Londra nel 1785 da Rudolf Erich Raspe, come Baron Munchhausen's Narrative of his Marvellous Travels and Campaigns in Russia, chiamato anche The Surprising Adventures of Baron Munchhausen.
Nel 1786 Gottfried August Bürger tradusse le storie di Raspe in tedesco e le ampliò: le pubblicò sotto il titolo Wunderbare Reisen zu Wasser und zu Lande: Feldzüge und lustige Abenteuer des Freiherrn von Münchhausen ("Viaggi meravigliosi su terra e mare: campagne militari e avventure comiche del Barone di Münchhausen"). La versione di Bürger è quella più conosciuta dai lettori tedeschi.
Non è chiaro quanto del materiale delle storie arrivi dal barone; a ogni modo si sa che la maggior parte delle storie sono basate su storie popolari che erano in circolazione molti secoli prima della sua nascita.
Le avventure del barone di Münchhausen sono state pubblicate anche in Russia, dove sono molto conosciute, specialmente nelle versioni per bambini. Nel XIX secolo la storia aveva subito numerose trasformazioni ed espansioni da parte di molti autori ed era stata tradotta in numerose lingue, tra cui l'esperanto, totalizzando più di cento diverse edizioni. 

### Filmografia
Sono stati girati diversi film sulle avventure fantastiche del barone, fin dalle origini del cinema. Di seguito un elenco non esaustivo:
- How Cook Cooked Peary at the Pole (1909; titolo USA: The Adventures of Baron Munchausen Capturing the North Pole), pellicola britannica per la regia di Walter R. Booth
- Les aventures du Baron du Crac (1909-1912), pellicola francese di Émile Cohl[2]
- Les hallucinations du baron de Münchhausen o Les aventures de baron de Munchhausen (1911), cortometraggio di Georges Méliès, tratto dal libro di Gottfried August Bürger nella traduzione di Théophile Gautier[3]
- Leo, der schwarze Münchhausen (1912-13), pellicola tedesca di Carl Wilhelm
- Le avventure del barone di Münchausen (1914), film muto italiano per la regia di Paolo Azzurri[4]
- Magia (1917), film ungherese di Alexander Korda, dove il barone è un vecchio mago[2]
- Münchhausen, der berühmte Aufschneider (1921-22), pellicola tedesca di Hans Curtis
- Münchhausen (1922), pellicola tedesca di Otto Hermann
- Münchhausens Abenteuer (1924), pellicola tedesca prodotta da Filmhaus Brückmann & Co, Berlino
- Des Freiherrn von Münchhausen wunderbare Reisen und Abenteuer in Russland und im Türkenkrieg (1923), film tedesco di Ludwig Sochaczewer
- Der edle Freiherr von Münchhausen erzählt: Münchhausens Abenteuer auf der Reise nach Russland (1924-25), film tedesco di E. Kneiss
- Adventures of Nothing but the Truth (1927), film britannico di Paul Peroff
- Wo Münchhausen lebte (1928-29), film russo-tedesco
- Le avventure del barone Munchausen (1929), film sovietico di Ivanova-Bano e D. Cherkez
- Die Abenteuer des Herrn Baron Münchhausen oder: Die Wahrheit über alles (1930-31), film tedesco prodotto da IG Farben-Industrie (Agfa) Berlino
- Baron Münchhausen (1931), film tedesco prodotto da Märchen-Film Produktion Alfons Zengerling (Berlino)
- Münchhausens Abenteuer bei den Türken (1932-33), film tedesco prodotto da IG Farben-Industrie (Agfa) Berlino
- Meet the Baron (1933), film statunitense di Walter Lang, con I tre marmittoni
- Münchhausens neustes Abenteuer (1936), film tedesco di Phil Jutzi, Margarete Illing
- Baron Prasil (1940), film cecoslovacco di Martin Frič
- Il barone di Münchhausen (Münchhausen, 1943) diretto da Josef von Báky e scritto da Erich Kästner. Quarto film tedesco completamente a colori, prodotto dalla UFA
- Il barone di Munchausen (Baron Prasil, 1962), film ceco di Karel Zeman
- Les Fabuleuses Aventures du légendaire baron de Münchhausen (1979), film d'animazione francese di Jean Image[5]
- Quello stesso Münchhausen, Tot samyj Mjunchgauzen (Тот самый Мюнхгаузен, 1979), diretto dal sovietico Mark Zacharov, basato su un testo di Grigorij Gorin[6] che narrava la storia del barone dopo le avventure raccontate nel libro, e in particolare la sua lotta per dimostrarsi sano.
- Le avventure del barone di Münchausen (The Adventures of Baron Munchausen, 1988), di Terry Gilliam, girato a Belchite in Spagna e agli studi di Cinecittà a Roma. Il ruolo di protagonista era di John Neville.
- Il barone di Münchhausen (Baron Münchhausen, 2012), film per la televisione diretto da Andreas Linke, con Jan Josef Liefers.

### Fumetti
Dalle storie del barone di Münchhausen sono state tratte numerose storie a fumetti in varie lingue. Una delle varie versioni in italiano venne pubblicata dalla rivista per ragazzi Il Giornalino (Edizioni Paoline), riproposta in volume. Il volume comprendeva due racconti del Barone, Il barone di Münchhausen e Lo gran giro del mondo. La prima storia parla delle sue gesta più famose, quali quella della palla di cannone e del cavallo attaccato al campanile.
Anche la Disney ha proposto la sua versione, ristampata nella collana Le grandi parodie Disney, con il fumetto Paperino di Münchhausen.
Nella graphic novel La Lega degli Straordinari Gentlemen di Alan Moore e Kevin O'Neill, il busto del barone di Münchhausen è presente all'interno del British Museum.

### Giochi di ruolo
Nel gioco di ruolo Le Straordinarie Avventure del Barone di Munchausen, i giocatori impersonano narratori che si raccontano reciprocamente delle storie. Chi accetta la sfida inizia cercando di raccontare la sua storia e gli altri possono interromperlo e/o mettere in dubbio la veridicità di quanto viene raccontato.